# Tyler Brooke
Tyler Brooke, cujo nome verdadeiro era Victor Hugo de Bierre (6 de junho de 1886 — 2 de março de 1943) foi um ator norte-americano. Apareceu em 92 filmes entre 1915 e 1943.